# Estación de Filles du Calvaire
La estación de Filles du Calvaire es una estación de la línea 8 del metro de París situada en el límite de los Distrito III y XI de la ciudad. 

## Historia
La estación fue inaugurada el 5 de mayo de 1931.
Debe su nombre a la congregación religiosa de las hijas del calvario fundada por François Leclerc du Tremblay y Antoinette d’Orléans en Poitiers en 1617. Posteriormente el convento se trasladaría a París hasta que fue cerrado durante la Revolución Francesa y reabierto años después hasta la fecha. 

## Descripción
De compone de dos andenes de 105 metros de longitud y de dos vías.
Está diseñada en bóveda elíptica revestida completamente de los clásicos azulejos blancos biselados del metro parisino. 
Su iluminación ha sido renovada empleando el modelo vagues (olas) con estructuras casi adheridas a la bóveda que sobrevuelan ambos andenes proyectando la luz en varias direcciones.
La señalización por su parte usa la moderna tipografía Parisine donde el nombre de la estación aparece en letras blancas sobre un panel metálico de color azul. Por último, los asientos de la estación son individualizados y de tipo Motte.